# Forrest Goodluck
Forrest Goodluck (Albuquerque, 8 giugno 1998) è un attore statunitense.

## Biografia
Nativo americano di discendenza Navajo, Hidatsa, Tsimshian e Mandan, è noto soprattutto per aver interpretato Hawk, il figlio del personaggio principale, interpretato da Leonardo DiCaprio, nel film di Alejandro González Iñárritu Revenant - Redivivo, per il suo ruolo di Adam Red Eagle, un adolescente "two-spirit" mandato in un campo di terapia di conversione, nel film del 2018 La diseducazione di Cameron Post, e per aver interpretato l'ecoterrorista Michael nel film del 2022 How to Blow Up a Pipeline.

## Filmografia

### Cinema
- Revenant - Redivivo (The Revenant), regia di Alejandro González Iñárritu (2015)
- La diseducazione di Cameron Post (The Miseducation of Cameron Post), regia di Desiree Akhavan (2018)
- Cherry - Innocenza perduta (Cherry), regia di Anthony e Joe Russo (2021)
- How to Blow Up a Pipeline (How to Blow Up a Pipeline), regia di Daniel Goldhaber (2023)
- Cimitero vivente: le origini (Pet Sematary: Bloodlines), regia di Lindsey Anderson Beer (2023)
- Trust, regia di Carlson Young (2025)

### Televisione
- Designated Survivor – serie TV, episodio 2x13 (2018)
- The Liberator – miniserie TV, puntate 1-2 (2020)
- The Republic of Sarah – serie TV, 10 episodi (2021)
- The English, regia di Hugo Blick – miniserie TV, puntata 6 (2022)
- Lawmen - La storia di Bass Reeves (Lawmen: Bass Reeves), regia di Christina Alexandra Voros e Damian Marcano – miniserie TV, 8 puntate (2023)

## Doppiatori italiani
Nelle versioni in italiano delle opere in cui ha recitato, Forrest Goodluck è stato doppiato da:
- Federico Bebi in The English, Cimitero vivente: le origini, Lawmen - La storia di Bass Reeves
- Manuel Meli in La diseducazione di Cameron Post, Cherry - Innocenza perduta
- Alberto Franco in Trust